# 동경 14도
동경 14도(東經14度)는 본초 자오선에서 동쪽으로 14도 떨어진 경선이다. 북극점에서 시작하여 북극해, 유럽, 아프리카, 대서양, 남극해, 남극을 거쳐 남극점에 이른다.
동경 14도는 서경 166도와 이어져 지구의 둘레를 이룬다.

북극점에서 남극점까지 동경 14도선은 다음 지역을 지나간다.
| 좌표                                                  | 나라, 지역, 해역 | 주석                                           |
| ----------------------------------------------------- | ---------------- | ---------------------------------------------- |
| 북위 90° 0′ 동경 14° 0′  / 북위 90.000° 동경 14.000°  | 북극해           |                                                |
| 북위 79° 35′ 동경 14° 0′  / 북위 79.583° 동경 14.000° | 노르웨이         | 스발바르 제도 스피츠베르겐섬                   |
| 북위 77° 25′ 동경 14° 0′  / 북위 77.417° 동경 14.000° | 대서양           | 노르웨이해                                     |
| 북위 68° 20′ 동경 14° 0′  / 북위 68.333° 동경 14.000° | 노르웨이         | 베스트보괴위섬                                 |
| 북위 68° 12′ 동경 14° 0′  / 북위 68.200° 동경 14.000° | 대서양           | 노르웨이해                                     |
| 북위 67° 17′ 동경 14° 0′  / 북위 67.283° 동경 14.000° | 노르웨이         |                                                |
| 북위 64° 53′ 동경 14° 0′  / 북위 64.883° 동경 14.000° | 스웨덴           |                                                |
| 북위 64° 29′ 동경 14° 0′  / 북위 64.483° 동경 14.000° | 노르웨이         |                                                |
| 북위 64° 3′ 동경 14° 0′  / 북위 64.050° 동경 14.000°  | 스웨덴           | 베네른호를 지나감                              |
| 북위 55° 25′ 동경 14° 0′  / 북위 55.417° 동경 14.000° | 발트해           |                                                |
| 북위 54° 4′ 동경 14° 0′  / 북위 54.067° 동경 14.000°  | 독일             | 우제돔섬                                       |
| 북위 53° 51′ 동경 14° 0′  / 북위 53.850° 동경 14.000° | 슈체친 석호      |                                                |
| 북위 53° 46′ 동경 14° 0′  / 북위 53.767° 동경 14.000° | 독일             | 메클렌부르크포어포메른주 브란덴부르크주 작센주 |
| 북위 50° 49′ 동경 14° 0′  / 북위 50.817° 동경 14.000° | 체코             |                                                |
| 북위 48° 43′ 동경 14° 0′  / 북위 48.717° 동경 14.000° | 오스트리아       |                                                |
| 북위 46° 29′ 동경 14° 0′  / 북위 46.483° 동경 14.000° | 슬로베니아       |                                                |
| 북위 45° 31′ 동경 14° 0′  / 북위 45.517° 동경 14.000° | 크로아티아       | 이스트라주                                     |
| 북위 44° 48′ 동경 14° 0′  / 북위 44.800° 동경 14.000° | 아드리아해       |                                                |
| 북위 42° 41′ 동경 14° 0′  / 북위 42.683° 동경 14.000° | 이탈리아         | 본토와 프로치다섬                              |
| 북위 40° 45′ 동경 14° 0′  / 북위 40.750° 동경 14.000° | 지중해           | 티레니아해                                     |
| 북위 38° 2′ 동경 14° 0′  / 북위 38.033° 동경 14.000°  | 이탈리아         | 시칠리아섬                                     |
| 북위 37° 6′ 동경 14° 0′  / 북위 37.100° 동경 14.000°  | 지중해           | 몰타 고조섬의 바로 서쪽을 지나감               |
| 북위 32° 44′ 동경 14° 0′  / 북위 32.733° 동경 14.000° | 리비아           |                                                |
| 북위 22° 48′ 동경 14° 0′  / 북위 22.800° 동경 14.000° | 니제르           |                                                |
| 북위 15° 12′ 동경 14° 0′  / 북위 15.200° 동경 14.000° | 차드             | 차드호 내 니제르와의 국경선                    |
| 북위 13° 11′ 동경 14° 0′  / 북위 13.183° 동경 14.000° | 나이지리아       |                                                |
| 북위 11° 19′ 동경 14° 0′  / 북위 11.317° 동경 14.000° | 카메룬           |                                                |
| 북위 2° 10′ 동경 14° 0′  / 북위 2.167° 동경 14.000°   | 콩고 공화국      |                                                |
| 북위 1° 25′ 동경 14° 0′  / 북위 1.417° 동경 14.000°   | 가봉             |                                                |
| 북위 0° 23′ 동경 14° 0′  / 북위 0.383° 동경 14.000°   | 콩고 공화국      |                                                |
| 남위 0° 13′ 동경 14° 0′  / 남위 0.217° 동경 14.000°   | 가봉             |                                                |
| 남위 2° 27′ 동경 14° 0′  / 남위 2.450° 동경 14.000°   | 콩고 공화국      |                                                |
| 남위 4° 28′ 동경 14° 0′  / 남위 4.467° 동경 14.000°   | 콩고 민주 공화국 |                                                |
| 남위 5° 51′ 동경 14° 0′  / 남위 5.850° 동경 14.000°   | 앙골라           |                                                |
| 남위 17° 25′ 동경 14° 0′  / 남위 17.417° 동경 14.000° | 나미비아         |                                                |
| 남위 21° 49′ 동경 14° 0′  / 남위 21.817° 동경 14.000° | 대서양           |                                                |
| 남위 60° 0′ 동경 14° 0′  / 남위 60.000° 동경 14.000°  | 남극해           |                                                |
| 남위 69° 22′ 동경 14° 0′  / 남위 69.367° 동경 14.000° | 남극             | 퀸모드랜드, 노르웨이가 영유권을 주장한다.      |

## 같이 보기
- 동경 13도
- 동경 15도